# Magnolia Electric Co.
Magnolia Electric Co. ist eine amerikanische Rockband, die stilistisch den Musikgenres Alternative Country und Americana zugeneigt ist.

## Geschichte
Jason Molina, der bisherige Frontmann der Band Songs: Ohia, gab während einer Tournee im März 2003 bekannt, dass er die Band zu Magnolia Electric Co. umbenennen wolle. Molina behielt viele der Musiker, die zu diesem Zeitpunkt mit ihm arbeiteten. Ebenso blieb er der stilistischen Richtung des damals aktuellen gleichnamigen Albums treu: Country-lastiger, lebhafter Rock mit wuchtiger Instrumentierung. Ein deutlicher Gegensatz also zu den meist sehr ruhigen Stücken der alten Band Songs: Ohia.
Molina gab bekannt, er würde auch weiterhin nebenher Solo-Alben veröffentlichen, aber von nun an unter seinem eigenen Namen. Die erste derartige Veröffentlichung kam im Januar 2004 mit dem Album Pyramid Electric Co.
Offiziell gibt es Songs: Ohia seit der Gründung von Magnolia Electric Co. nicht mehr. Alle Projekte wurden seit 2003 entweder als Magnolia Electric Co. oder als Solo-Werk von Jason Molina vermarktet.
Da Jason Molina als Sänger und Songschreiber seit 2011 aus gesundheitlichen Gründen pausieren musste, ruhte auch die Band. Molina starb im März 2013.

## Veröffentlichungen
Magnolia Electric Co.s erste offizielle Veröffentlichung war ein Live-Album namens Trials and Errors, 2005 gefolgt vom ersten Studioalbum What Comes After the Blues.
Im Jahr 2006 veröffentlichte Molina zwei weitere Werke: die spärlich instrumentierte Solo-Platte Let Me Go, Let Me Go, Let Me Go und das eher konventionelle Fading Trails (mit Magnolia Electric Co.), das aus drei verschiedenen Sessions während des vergangenen Jahres entstanden war. 2007 erschien die 3-CD-Box Sojourner mit bekannten sowie bisher unveröffentlichten Songs und Indiemusiker Andrew Bird als Gaststar. Mit Josephine veröffentlichte die Band 2009 ihr bisher kommerziell erfolgreichstes Album.